# Trener roku LNB Pro A
Trener roku LNB Pro A – nagroda przyznawana corocznie od sezonu 1985/1986 najlepszemu trenerowi rozgrywek zasadniczych francuskiej ligi najwyższego poziomu LNB Pro A.

## Laureaci

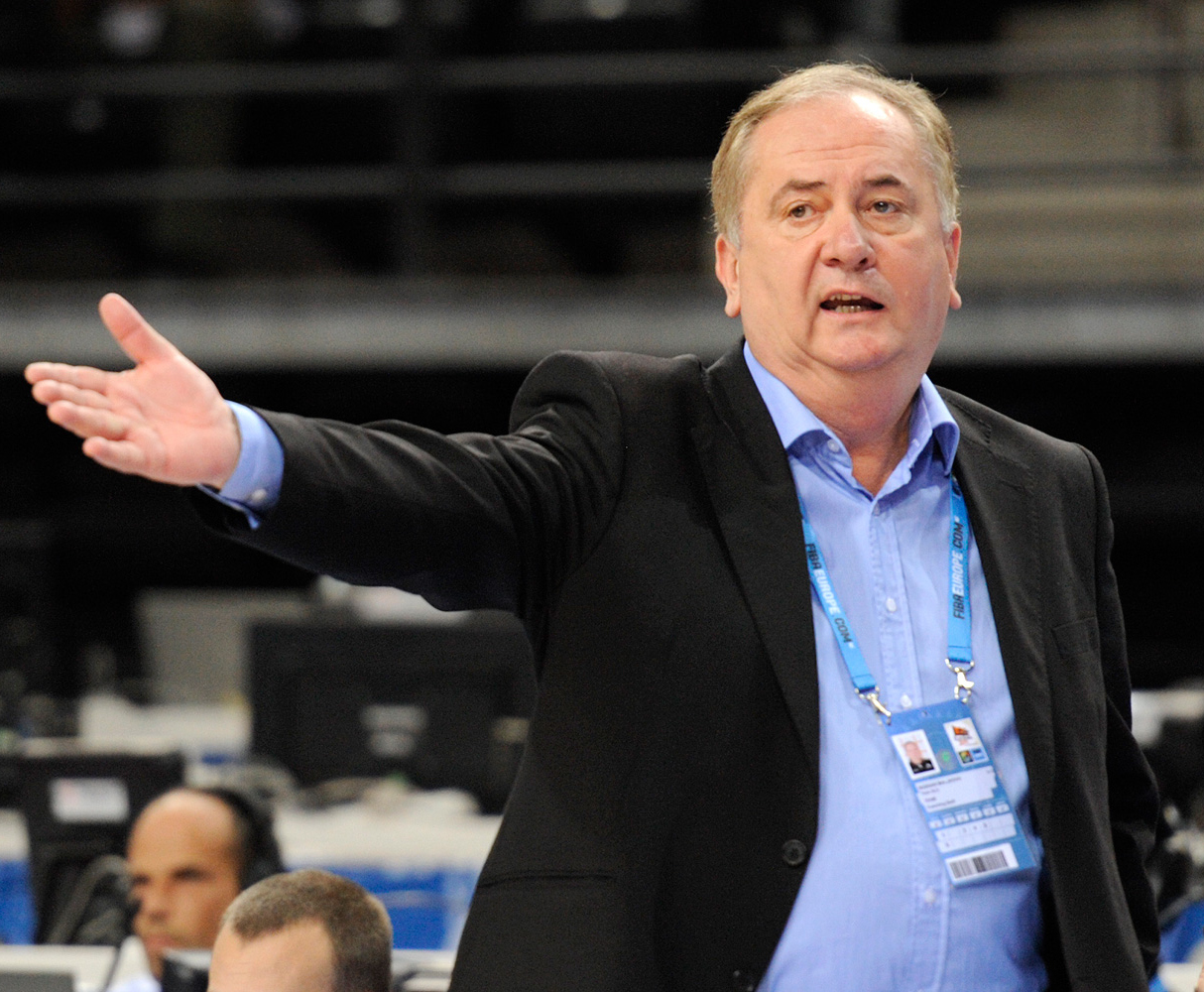
Božidar Maljković to dwukrotny trener roki ligi francuskiej (1993, 1994).

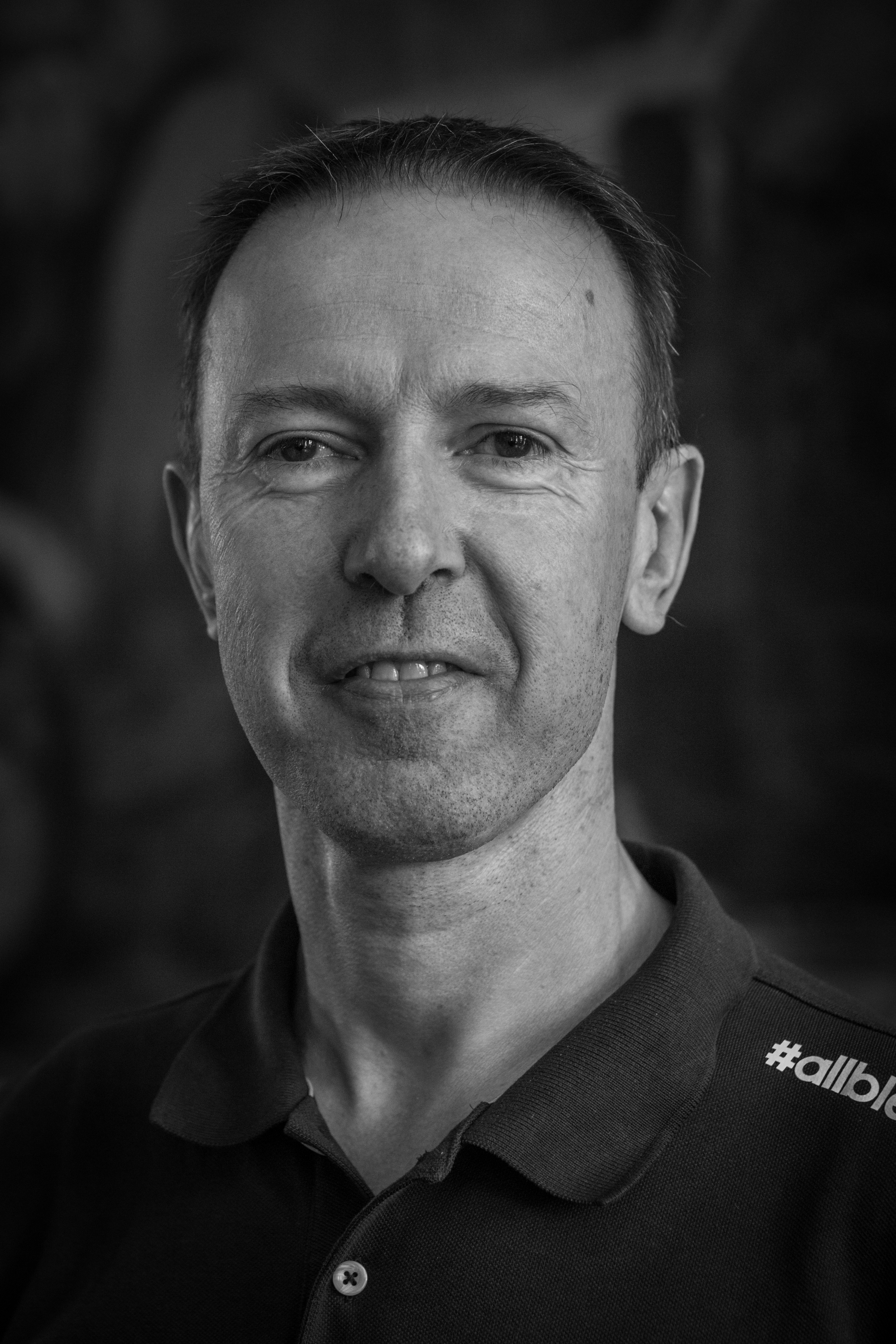
Vincent Collet jest czterokrotnym laureatem nagrody trenera roku (2001, 2004, 2015, 2016).

| Sezon   | Trener                                                                          | Klub                                                                            | Przyp.                                                                          |                                                                                 |
| ------- | ------------------------------------------------------------------------------- | ------------------------------------------------------------------------------- | ------------------------------------------------------------------------------- | ------------------------------------------------------------------------------- |
| 1985–86 | Michel Gomez                                                                    | Vendée Challans Basket                                                          |                                                                                 |                                                                                 |
| 1986–87 | George Fisher                                                                   | Élan Béarnais Pau-Orthez                                                        |                                                                                 |                                                                                 |
| 1987–88 | Jean Galle                                                                      | Cholet Basket                                                                   |                                                                                 |                                                                                 |
| 1988–89 | Jean-Luc Monschau                                                               | FC Mulhouse Basket                                                              |                                                                                 |                                                                                 |
| 1989–90 | Michel Gomez (2×)                                                               | CSP Limoges                                                                     |                                                                                 |                                                                                 |
| 1990–91 | Michel Gomez (3×)                                                               | Élan Béarnais Pau-Orthez                                                        |                                                                                 |                                                                                 |
| 1991–92 | Alain Thinet                                                                    | Chorale Roanne Basket                                                           |                                                                                 |                                                                                 |
| 1992–93 | Božidar Maljković                                                               | CSP Limoges                                                                     |                                                                                 |                                                                                 |
| 1993–94 | Božidar Maljković (2×)                                                          | CSP Limoges                                                                     |                                                                                 |                                                                                 |
| 1994–95 | Jacques Monclar                                                                 | Olympique Antibes                                                               |                                                                                 |                                                                                 |
| 1995–96 | Gregor Beugnot                                                                  | ASVEL Basket                                                                    |                                                                                 |                                                                                 |
| 1996–97 | Gregor Beugnot (2×)                                                             | ASVEL Basket                                                                    |                                                                                 |                                                                                 |
| 1997–98 | Gregor Beugnot (3×)                                                             | ASVEL Basket                                                                    |                                                                                 |                                                                                 |
| 1998–99 | Claude Bergeaud                                                                 | Élan Béarnais Pau-Orthez                                                        |                                                                                 |                                                                                 |
| 1999–00 | Christophe Vitoux Duško Ivanović                                                | Strasburg IG Limoges CSP                                                        |                                                                                 |                                                                                 |
| 2000–01 | Vincent Collet                                                                  | Le Mans Sarthe Basket                                                           |                                                                                 |                                                                                 |
| 2001–02 | Savo Vucević                                                                    | Cholet Basket                                                                   |                                                                                 |                                                                                 |
| 2002–03 | Frédéric Sarre                                                                  | Élan Béarnais Pau-Orthez                                                        |                                                                                 |                                                                                 |
| 2003–04 | Vincent Collet (2×)                                                             | Le Mans Sarthe Basket                                                           |                                                                                 |                                                                                 |
| 2004–05 | Éric Girard                                                                     | Strasburg IG                                                                    | [ 1 ]                                                                           |                                                                                 |
| 2005–06 | Frédéric Sarre (2×)                                                             | JL Bourg Basket                                                                 |                                                                                 |                                                                                 |
| 2006–07 | Jean-Denys Choulet                                                              | Chorale Roanne Basket                                                           | [ 2 ]                                                                           |                                                                                 |
| 2007–08 | Christian Monschau                                                              | STB Le Havre                                                                    | [ 3 ]                                                                           |                                                                                 |
| 2008–09 | Philippe Hervé                                                                  | Orléans Loiret Basket                                                           | [ 4 ]                                                                           |                                                                                 |
| 2009–10 | Ruddy Nelhomme                                                                  | Poitiers Basket 86                                                              | [ 5 ]                                                                           |                                                                                 |
| 2010–11 | Erman Kunter                                                                    | Cholet Basket                                                                   | [ 6 ]                                                                           |                                                                                 |
| 2011–12 | Gregor Beugnot (4×)                                                             | Élan Chalon                                                                     | [ 7 ]                                                                           |                                                                                 |
| 2012–13 | Christian Monschau (2×)                                                         | BCM Gravelines-Dunkerque                                                        | [ 8 ]                                                                           |                                                                                 |
| 2013–14 | Jean-Louis Borg                                                                 | JDA Dijon Basket                                                                | [ 9 ]                                                                           |                                                                                 |
| 2014–15 | Vincent Collet (3×)                                                             | Strasburg IG                                                                    | [ 10 ]                                                                          |                                                                                 |
| 2015–16 | Vincent Collet (4×)                                                             | Strasburg IG                                                                    | [ 11 ]                                                                          |                                                                                 |
| 2016–17 | Zvezdan Mitrović                                                                | AS Monako Basket                                                                | [ 12 ] [ 13 ]                                                                   |                                                                                 |
| 2017–18 | Zvezdan Mitrović (2×)                                                           | AS Monako Basket                                                                | [ 14 ]                                                                          |                                                                                 |
| 2018–19 | Pascal Donnadieu                                                                | Nanterre 92                                                                     | [ 15 ]                                                                          |                                                                                 |
| 2019–20 | Nie przyznano z powodu pandemii COVID-19 i przedwczesnego zakończenie rozgrywek | Nie przyznano z powodu pandemii COVID-19 i przedwczesnego zakończenie rozgrywek | Nie przyznano z powodu pandemii COVID-19 i przedwczesnego zakończenie rozgrywek | Nie przyznano z powodu pandemii COVID-19 i przedwczesnego zakończenie rozgrywek |
| 2020–21 | Zvezdan Mitrović (3×)                                                           | AS Monako Basket                                                                | [ 14 ]                                                                          |                                                                                 |
| 2021–22 | Vincent Collet (5×)                                                             | Metropolitans 92                                                                | [ 16 ]                                                                          |                                                                                 |